# Tommy (EP)
Tommy è un extended play della band britannica The Who, pubblicato nel 1970.

## Storia
Fu pubblicato per sostituire il precedente singolo See Me, Feel Me che era stato ritirato poco dopo la sua pubblicazione.

## Tracce
Testi e musiche di Pete Townshend.
1. Overture – 3:50
2. Christmas – 5:30
3. I'm Free – 2:40
4. See Me, Feel Me – 3:15

## Formazione
- Pete Townshend: chitarra
- Roger Daltrey: voce
- Keith Moon: batteria
- John Entwistle: basso